# Morrígan
Morrígan bzw. Morrígain [ˈmoʀiːɣinʲ] („Geisterkönigin“) oder seltener Mórrígan altirisch „Große Königin“, auch Morrígu, Mórrígu, Mórríghan, Mór-Ríoghain, ist eine weibliche Figur der keltischen Mythologie Irlands. Sie ist eine anderweltliche Frauengestalt, eng verbunden mit Krieg, Kampf und Sexualität.

## Etymologie
Über die Herkunft des Namens Morrígan herrscht Uneinigkeit. Der erste Bestandteil „Mor“ könnte von der indoeuropäischen Wurzel *mora- „incubus“ (deutsch „Geist, Kobold“) hergeleitet werden. Im Altenglischen gibt es das Lexem „mare“ mit der Bedeutung incubus, nightmare, monster (deutsch „Geist, Albtraum, Monster“), weitere Formen sind „mera, mære“ vom Protogermanischen *maron „Kobold“. Vergleiche dazu neuenglisch „nightmare“, niederländisch „mare“, altnordisch und althochdeutsch „mara“ mit der Bedeutung „Albtraum“ oder „Geist“, bulgarisch, serbisch „mora“, tschechisch „mura“, polnisch „zmora“ mit der Bedeutung „Geist“. Französisch „cauchemar“ geht auf altfranzösisch „caucher“ mit der Bedeutung „trampeln“ und indoeuropäisch *mer („hindern, hemmen“) zurück. Das Lexem „rígain“ lässt sich aus dem Irischen mit „Königin“ übersetzen. Die gängige Deutung wäre also „Geisterkönigin“, englisch Phantom Queen. Im Mittelirischen wird der Name oft „Mórrígan“ geschrieben, mit einem diakritischen Längenzeichen über dem Buchstaben /o/, was auf die Bedeutung „Große Königin“ von altirisch mór („groß“) und rígan (Königin) hinweist, welches wiederum auf das Protokeltische *māra Rīganī-s zurückgeführt werden kann. Für die Antike, das Frühmittelalter und Mittelalter gilt die Deutung der ersten Silbe als mór für ‚groß‘ als wahrscheinlich. Es gab Versuche einiger Autoren, „Morrígan“ mit der walisischen literarischen Figur der Morgane als Abholerin des Leichnams von König Arthur auf die Apfelinsel Avalon in Verbindung zu bringen, was in der Forschung heute jedoch nicht mehr akzeptiert wird. Eine Herleitung des Namens vom Protokeltischen marwo für ‚tot‘ ist nicht nachweisbar und widerspricht den indoeuropäischen Wortstämmen.

## Mythologie
Dass die Ursprünge der Morrígan auf einen steinzeitlichen Mutterkult zurückgehen, lässt sich nicht nachweisen. Sie gilt im Lebor Gabála Érenn zusammen mit Macha/Nemain und Badb/Fea als eine von drei Schwestern, Töchtern der Ernmas und Enkelinnen von Bresal. Morrígan gehört zu den Túatha Dé Danann, was „Volk der Göttin Danu“ bedeutet. Die Morrígan wird auch mit Anu gleichgesetzt. Sie erscheint als schöne junge Frau wie auch als hässliche Alte und, wie ihre Schwester Badb, auch in Gestalt einer Krähe oder eines Raben. In der Erzählung über die Schlacht von Mag Tuired (Cath Maige Tuired) ist sie eine der Partnerinnen des Dagda und erschlägt den letzten Firbolg-König Eochaid mac Eirc.
In der Táin Bó Cuailnge, der wichtigsten Sage des altirischen Ulster-Zyklus, tritt sie als Widersacherin des Helden Cú Chulainn auf. Sie erscheint nacheinander in Gestalt einer schönen Frau, eines Aals, einer Wölfin und einer Färse und versucht, ihn an der Verteidigung Ulsters gegen den Angriff des Heers von Medb und Ailill zu hindern. Cú Chulainn widersteht ihr jedoch und verletzt sie, woraufhin sie ihn mit einer List dazu bringt, sie wieder zu heilen.

## Moderne Rezeption

### Musik
- Die niederländische Pagan-Folk-Gruppe Omnia widmete der Göttin das Lied Morrigan auf ihrem 2004 erschienenen Album Crone of War.
- Die finnische Metal-Band Children of Bodom veröffentlichte auf ihrem Album I worship Chaos von 2015 ein Lied mit dem Namen „Morrigan“.
- In ihrem Lied Morrigan vom 2023 veröffentlichten Album Fegefeuer, singt die deutsche Mittelalter-Rock- und Metal-Band Feuerschwanz über die "Königin der Nacht".
- Die schottische Singer- und Songwriterin Karliene veröffentlichte 2025 ihr Lied "The Morrigan" zu Ehren dieser sagenhaften keltischen Frauengestalt

### Film
- In der Serie Stargate – Kommando SG-1 ist Morrígan ein Mitglied der außerirdischen Spezies, den Goa’uld, und lässt sich als Göttin verehren.
- In der Serie Sanctuary – Wächter der Kreaturen sind die Morrigan drei junge Frauen, die durch das Sanctuary-Team in einer Grabstätte gefunden werden. Die Morrigen sind hier sogenannte Abnorme, die über übersinnliche Fähigkeiten verfügen und bei einer großen Schlacht zwei Armeen alleine durch ihre Gedanken ausgelöscht haben.
- In der Serie Lost Girl ist die Morrigan die Anführerin der „Fae der Dunkelheit“ und möchte den Hauptcharakter Bo entweder an ihrer Seite oder tot sehen.

### Fantasy- und Videospiele
Ähnlich düstere Interpretationen findet man auch in mehreren Fantasy-Videospielen, zum Beispiel in Dragon Age: Origins – Bioware-Rollenspiel mit Open-World-Ansätzen und epischer Geschichte, in der Morrigan ihre Gestalt ebenfalls in Tierformen wandeln kann.
Auch ist sie die Namensgeberin des Schiffes von Shay Cormac in Assassin’s Creed Rogue.
Des Weiteren erscheint sie als Göttin im 3rd-Person Mobagame Smite.